# 1053
سنة 1053 كانت سنة بسيطة تبدأ يوم الجمعة (الرابط يظهر نموذج التقويم الكامل للسنة) من التقويم اليولياني.

## أحداث
- 18 يونيو - معركة تشيفيتاتي: هزم الفرسان النورمانديون (3000 رجل) بقيادة همفري هوتفيل -كونت بوليا وكالابريا- القوات المشتركة تحت قيادة البابا ليون التاسع، في جنوب إيطاليا. دمر النورمانديون الجيش البابوي المتحالف وأسروا ليون (كرهينة لمدة 8 أشهر) في بينيفنتو.

## مواليد
- الإمبراطور شيراكاوا إمبراطور اليابان
- فلاديمير مونوماخ
- ريموند برانجيه الثاني
- برانجيه ريموند الثاني
- ماريا باغراتيوني

## وفيات
- أبو عمرو الداني.
- أبو الفتح الناصر الديلمي.
- غودوين إيرل وسكس.